# Kasteel Haeren
Kasteel Haeren is een van de vijf kastelen in de Nederlandse gemeente Voerendaal. Het grotendeels achttiende-eeuwse kasteel was meer dan een eeuw in bezit van de familie Van Panhuys. Het kasteel is sinds 1967 een rijksmonument.

## Geschiedenis
De oudste vermelding van kasteel Haeren dateert uit 1296. Het huidige kasteel kwam grotendeels tot stand na een grote brand in 1742, waarbij wellicht delen van een zeventiende-eeuwse voorganger behouden bleven. Mogelijk is het huidige kasteel de voorburcht van een ouder kasteel.

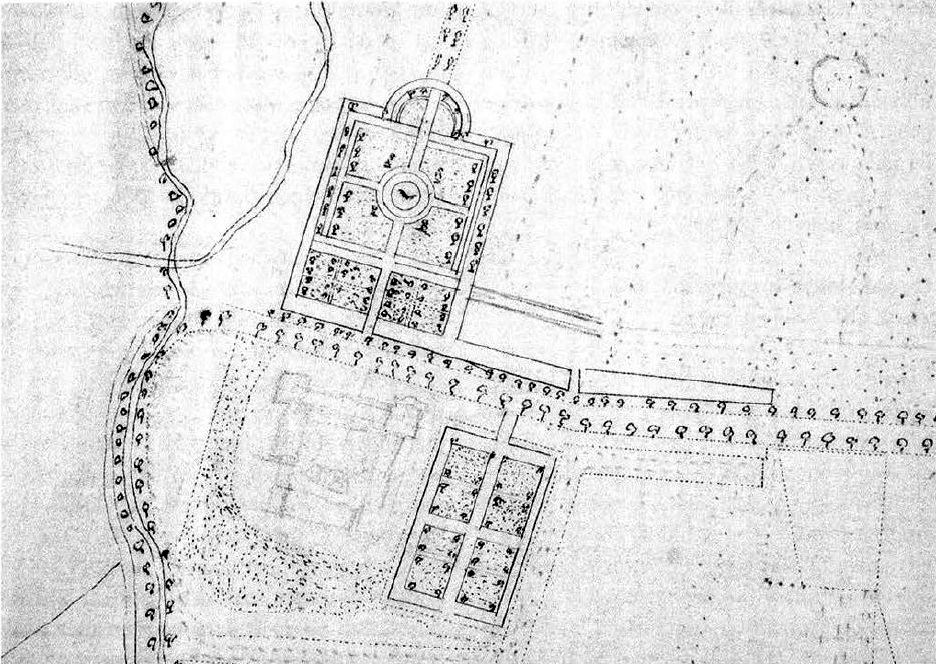
Tuinplan van Haeren, ca. 1800. Het kasteel is met potlood ingetekend

In 1770 kocht de Maastrichtse advocaat en bestuurder Willem Hendrik van Panhuys (1734-1808) kasteel Haeren van de toenmalige eigenaar, de Akens-Vaalser lakenfabrikant Johann Arnold von Clermont (1728-1795), die het waarschijnlijk niet lang in bezit heeft gehad. Van Panhuys liet het kasteel restaureren en besteedde veel aandacht aan de tuin in Franse stijl. Toen hij het landgoed kocht, waren er acht vijvers aanwezig: 'Backhuysvyver', 'Bollebergvyver', 'Broeckvyver', 'Dychvyver', 'Huysvyver', 'Nieuwe vyver langs de weg', 'T echelvyver' en 'Snoeckengraaft'. Deze liet hij grondig schoonmaken. In 1773 was er sprake van een 'nieuw vyvertje', dat hij waarschijnlijk zelf had aangelegd. Het kasteel was grotendeels omgeven door grachten. De oostelijke toegangsweg werd 'groote allee' genoemd. Voor het hoofdgebouw lag een geometrische siertuin met zes vakken en een centrale vijver (zie tekening). Aan de zuidzijde lag een tweede geometrische tuin, bestaande uit vier vakken. Beide tuinen waren geheel omgeven door water. In de loop van de negentiende eeuw is het ontwerp grotendeels verloren gegaan, waarschijnlijk door gebrek aan onderhoud.
De protestantse familie Van Panhuys zou 112 jaar eigenaar van het landgoed blijven. Naast Haeren bezaten ze in Voerendaal ook nog de hoeve Lindelauf (sinds 1770), de hoeve Ten Hove (1786) en de resten van het vervallen kasteel Dammerscheid (1810), naast een groot areaal aan landerijen. Na de dood van Willem Hendrik erfde zijn zoon jhr. Johan Cornelis van Panhuys (1766-1849) het landgoed. Deze was, evenals zijn vader, rentmeester of drossaard van Staats-Overmaas, en daarenboven lid van Gedeputeerde Staten van Limburg. Na zijn dood kwam het kasteel in handen van zijn zoon jhr. Eugène François Auguste van Panhuys (1811-1878). In 1882 werd het landgoed door diens kinderen verkocht aan de Maastrichtse advocaat Eugène van Oppen (1834-1885), de vader van de latere burgemeester Leopold van Oppen.
Het kasteel werd in de jaren tachtig en negentig van de twintigste eeuw gerestaureerd. Anno 2020 is het gebouw opgedeeld in appartementen, die particulier bewoond worden. Het kasteel is niet toegankelijk voor bezichtiging. Het omliggende landgoed en bos zijn wel openbaar toegankelijk.

## Beschrijving
Het kasteel bestaat uit vier vleugels rondom een binnenplaats. Het woongedeelte bevindt zich in de oostvleugel, die tevens poortgebouw is. De rechterhelft van deze vleugel bezit kruiskozijnen van Naamse steen en muurankers die het jaartal 1743 vormen. Op de hoeken bevinden zich torenvormige paviljoens met mansardedaken. Boven de inrijpoort bevindt zich een fronton dat deels uit mergelsteen bestaat en waarin een wapensteen met het familiewapen Van Panhuys is aangebracht. De woonvleugel ziet uit op de slotgracht, die geen water meer bevat en deels overgroeid is.

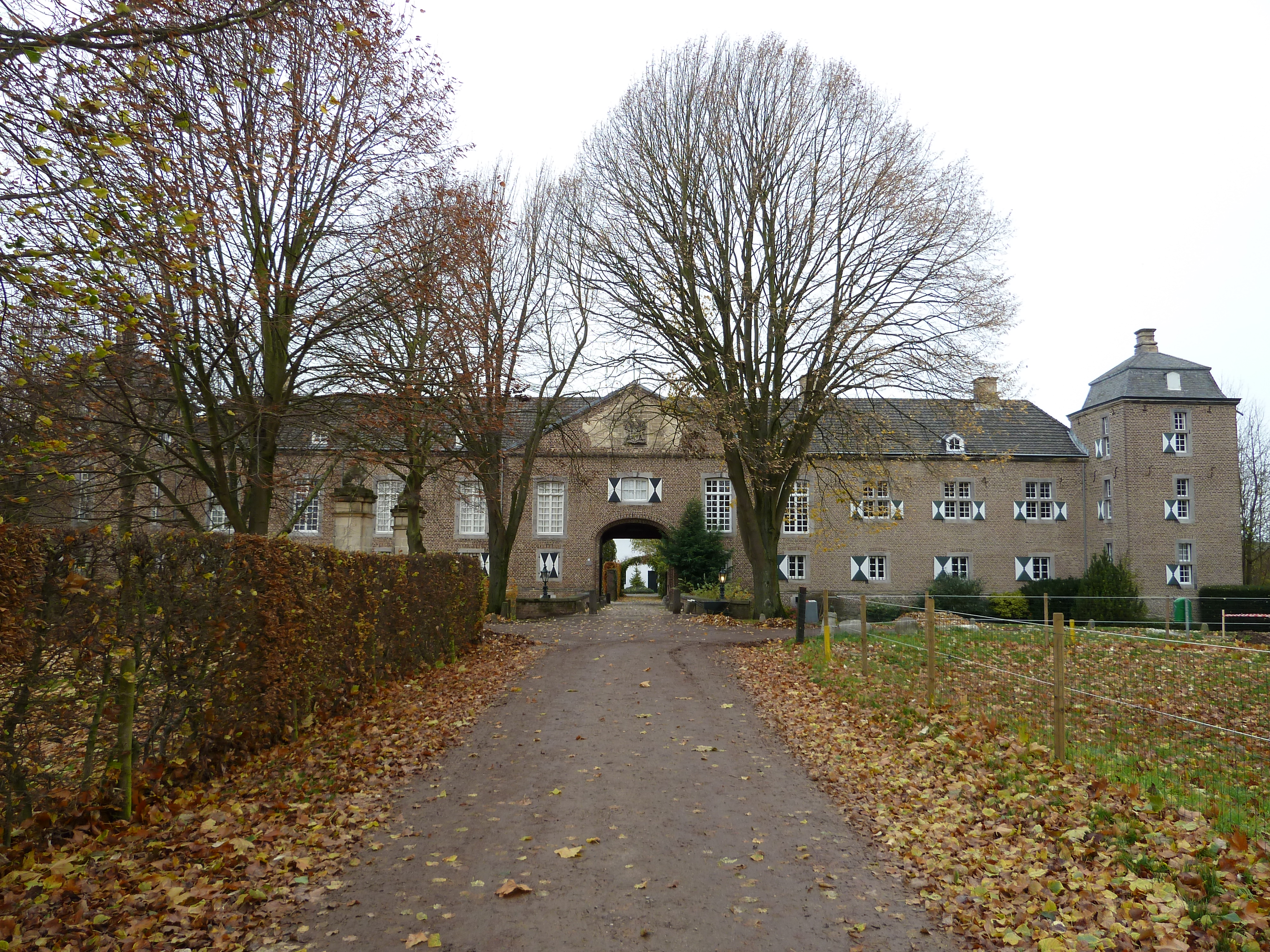
Overzicht kasteel vanaf de oprijlaan
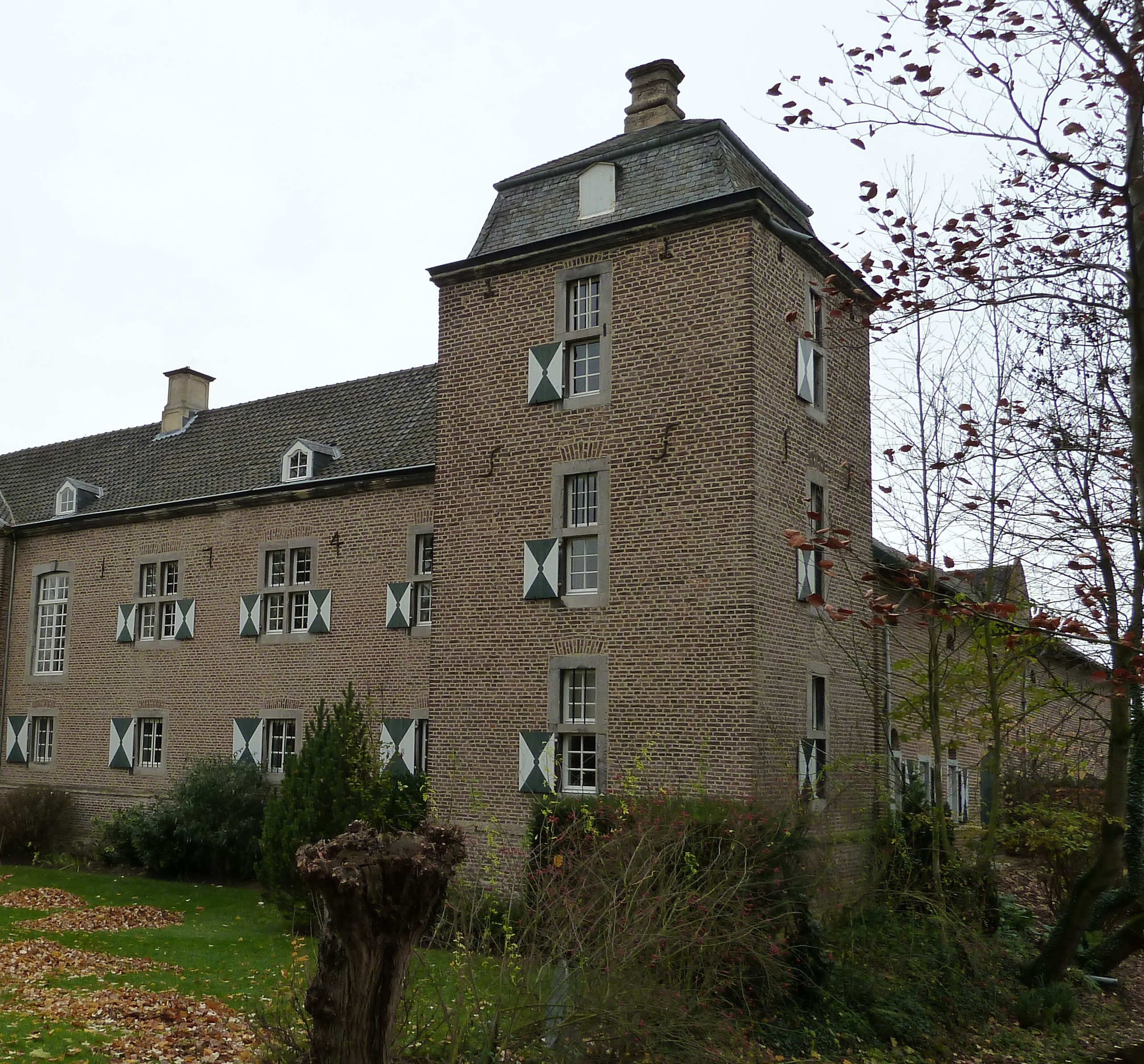
Hoektoren en deel oostvleugel met kruiskozijnen
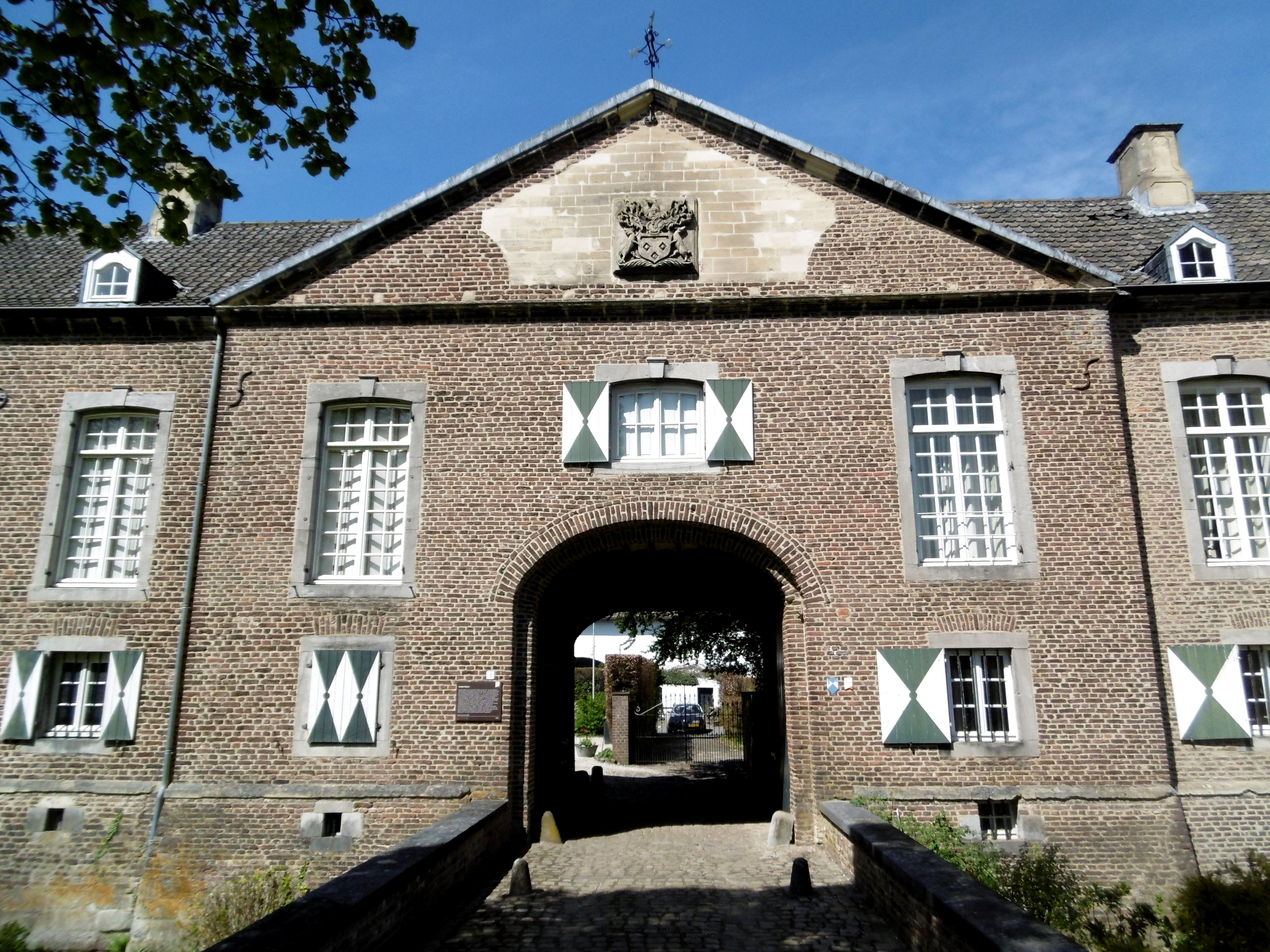
Middendeel oostvleugel met poort naar binnenplaats
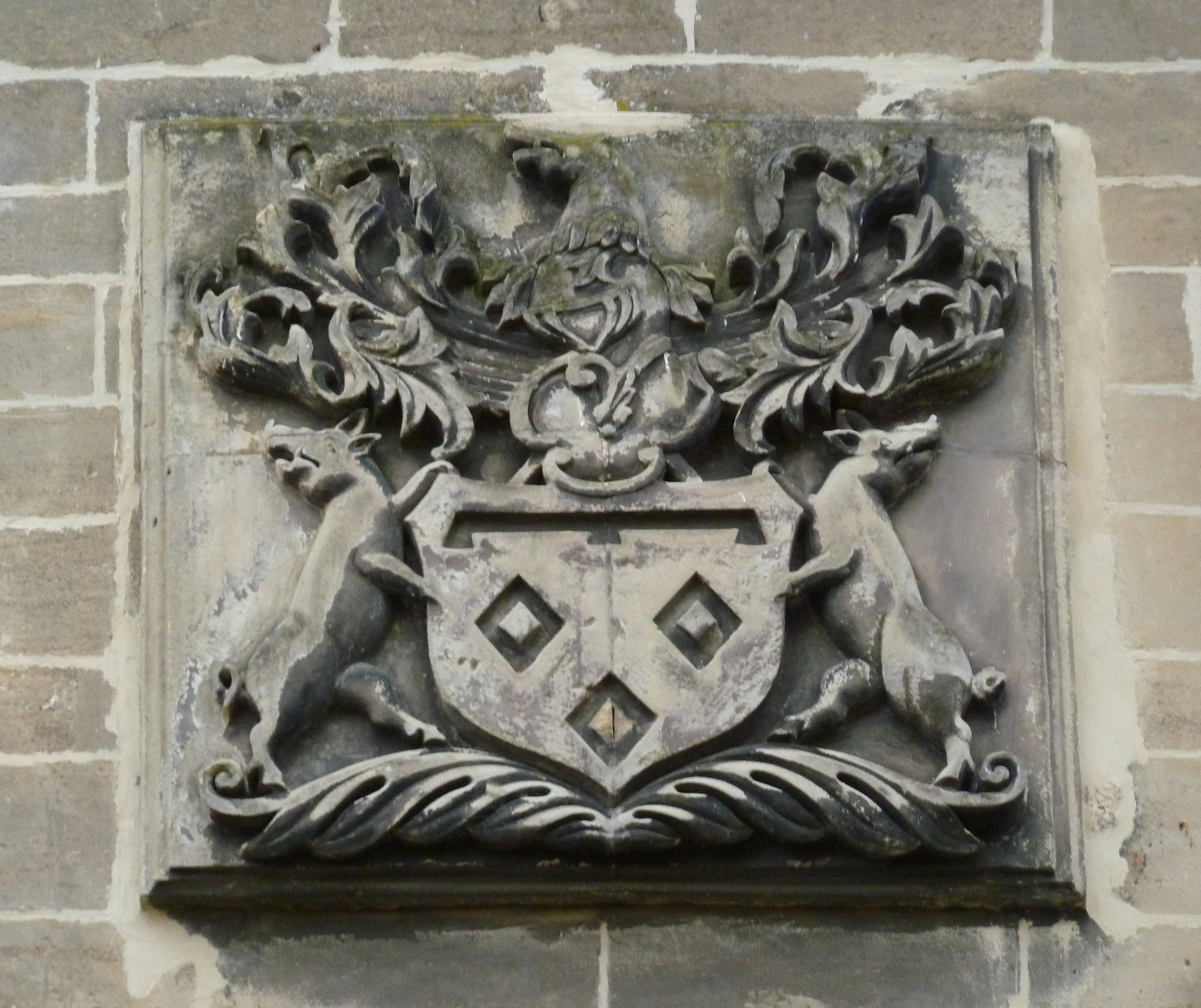
Wapensteen Van Panhuys boven poort
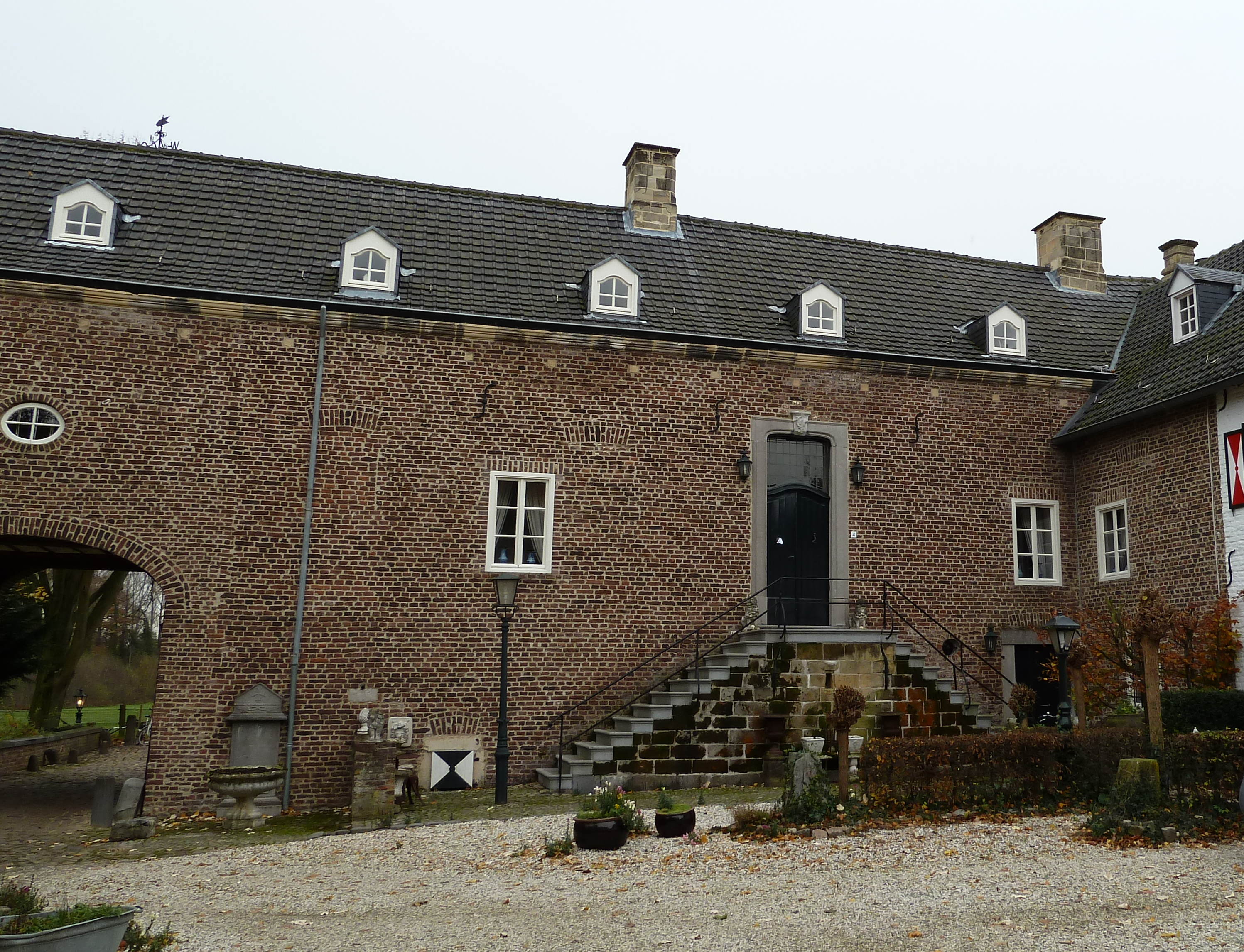
Binnenplaats, hoofdentree
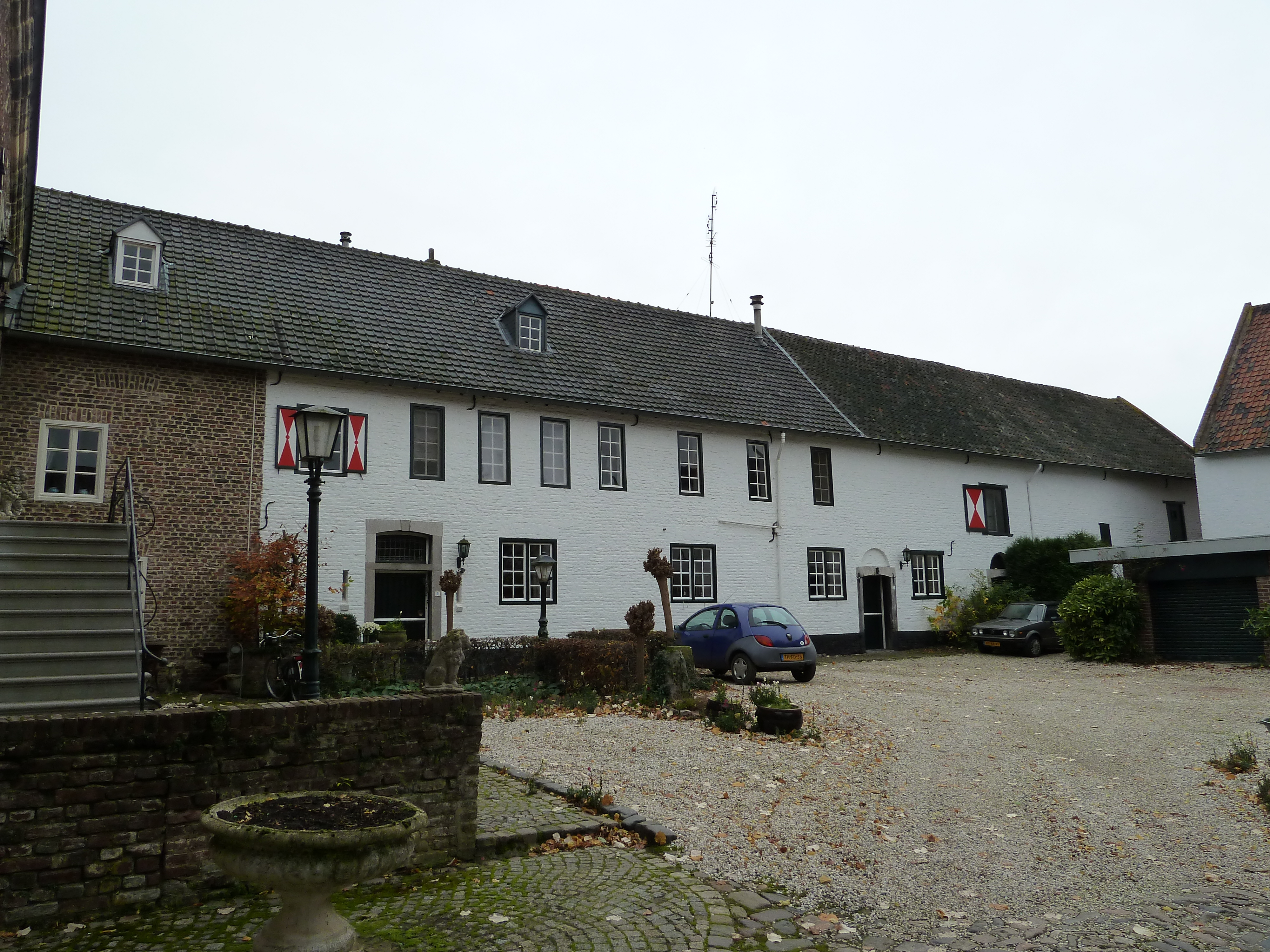
Idem, linkervleugel
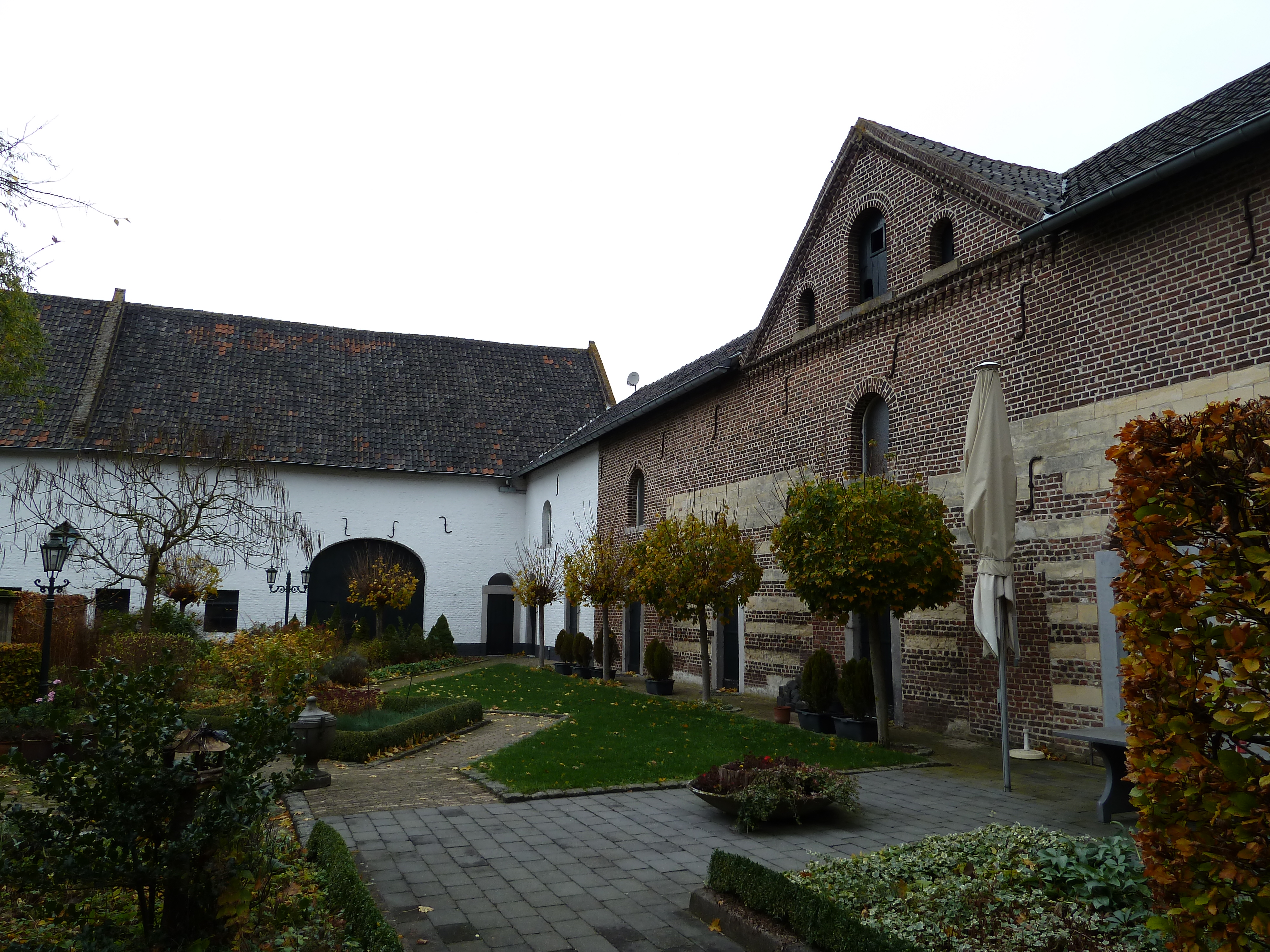
Idem, rechtervleugel
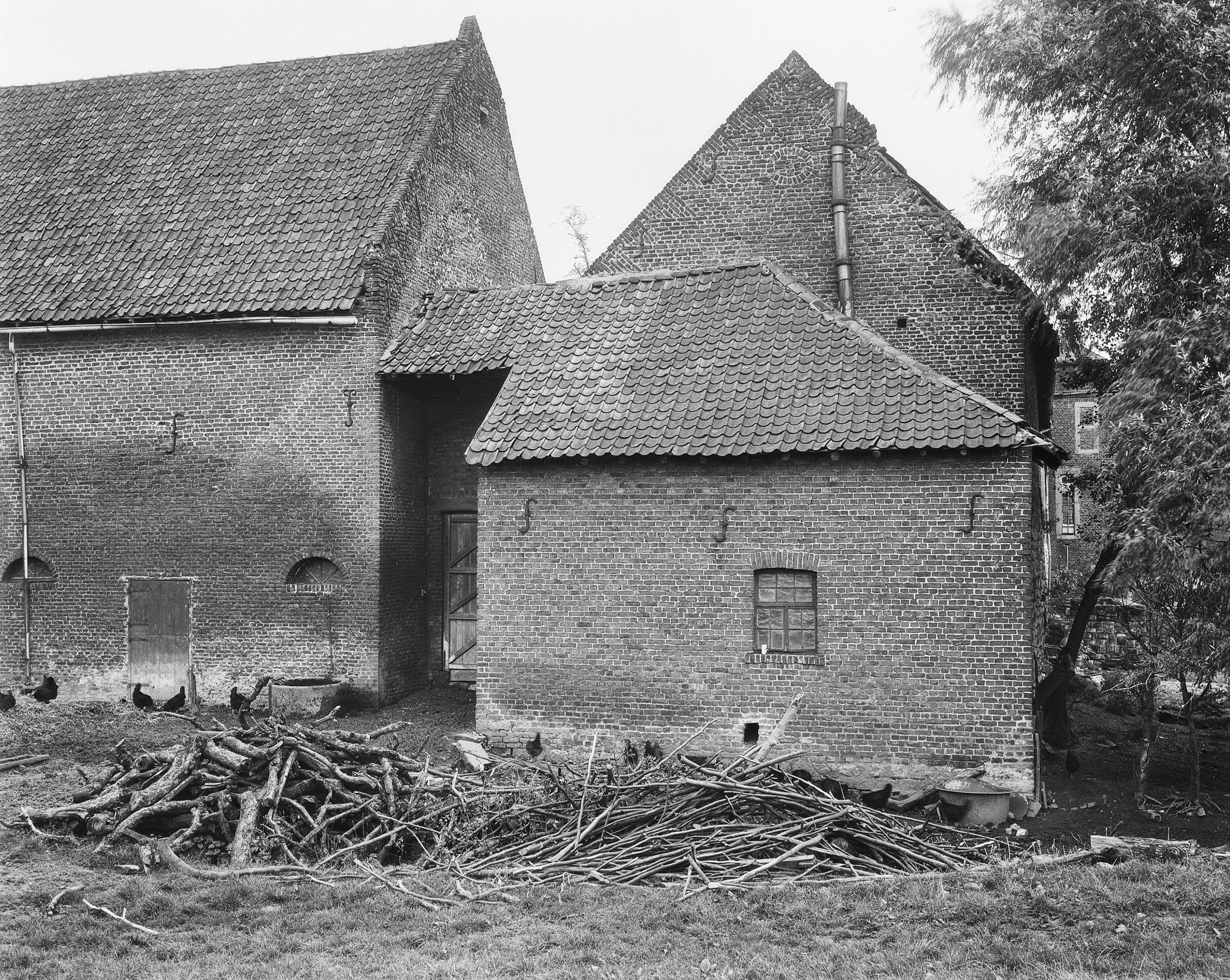
Achterzijde, schuren

### Grafkelder
Ten zuidoosten van het kasteel ligt een 'grafeiland', een bebost stukje land van zeventien are omgeven door een ringsloot. In 1806, na de dood van zijn echtgenote Angela Cornelia Orizandt (1740-1806), liet Willem Hendrik van Panhuys het eiland aanleggen en er een grafkelder op bouwen. De grafkelder is 7 meter breed, 8 meter lang en 1,80 meter hoog. De grafkelder bevat twintig grafnissen voor volwassenen en vier kleinere nissen voor kinderen. Het dak van de kelder bestaat uit een tongewelf, aan de buitenzijde bedekt met klei en graszoden, met daarop een voetstuk met een siervaas. Het familiegraf raakte in de loop der tijd in verval, maar werd in 1991 gerestaureerd. Er bestaat een document uit 1882, toen het kasteel verkocht werd, waarin staat dat de bestemming van eiland en graf niet gewijzigd mag worden. Het eiland mag alleen betreden worden voor het maaien van gras en het kappen van hout.